# Remo Antonetti
Remo Antonetti detto Rompighiaccio ed anche Romanino (Roma, 22 settembre 1923 – Taranto, 2 novembre 1999) è stato un fantino italiano.
Rompighiaccio ha disputato il Palio di Siena in tredici occasioni, riuscendo a vincere per due volte: nell'agosto 1950 per il Leocorno e nell'agosto 1952 per l'Oca, entrambe le volte montando Niduzza.

## Presenze al Palio di Siena
| Palio            | Contrada     | Cavallo  | Note   |
| ---------------- | ------------ | -------- | ------ |
| 2 luglio 1950    | Drago        | Niduzza  |        |
| 16 agosto 1950   | Leocorno     | Niduzza  |        |
| 2 luglio 1951    | Bruco        | Niduzza  | scosso |
| 2 luglio 1952    | Istrice      | Bruna    |        |
| 16 agosto 1952   | Oca          | Niduzza  |        |
| 16 agosto 1953   | Torre        | Ilia     |        |
| 2 luglio 1956    | Valdimontone | Velka    | scosso |
| 16 agosto 1956   | Bruco        | Susina   | scosso |
| 2 luglio 1958    | Selva        | Stella   |        |
| 4 settembre 1960 | Chiocciola   | Bolivia  |        |
| 5 giugno 1961    | Giraffa      | Tino II  | scosso |
| 2 luglio 1961    | Onda         | Beatrice |        |
| 16 agosto 1961   | Giraffa      | Rosella  | scosso |